# Vía Colectora La Troncal-Puerto Inca
La Vía Colectora La Troncal - Puerto Inca (E58) es una vía secundaria de sentido oeste-este ubicada en las Provincias de Guayas y Cañar.  Esta se inicia en la Troncal de la Costa (E25) en la localidad de Puerto Inca en la Provincia de Guayas.  A partir de Puerto Inca, la colectora se extiende en sentido oriental hasta la frontera interprovincial Guayas/Cañar.  Una vez en la Provincia de Cañar, la colectora pasa por la localidad de La Troncal donde desemboca en la Transversal Austral (E40) para terminar su recorrido.

## Localidades destacables
De oeste a este:
- Puerto Inca, Guayas
- La Troncal, Cañar

- Datos: Q2164715